# Chiesa di San Giovanni Battista dei Genovesi

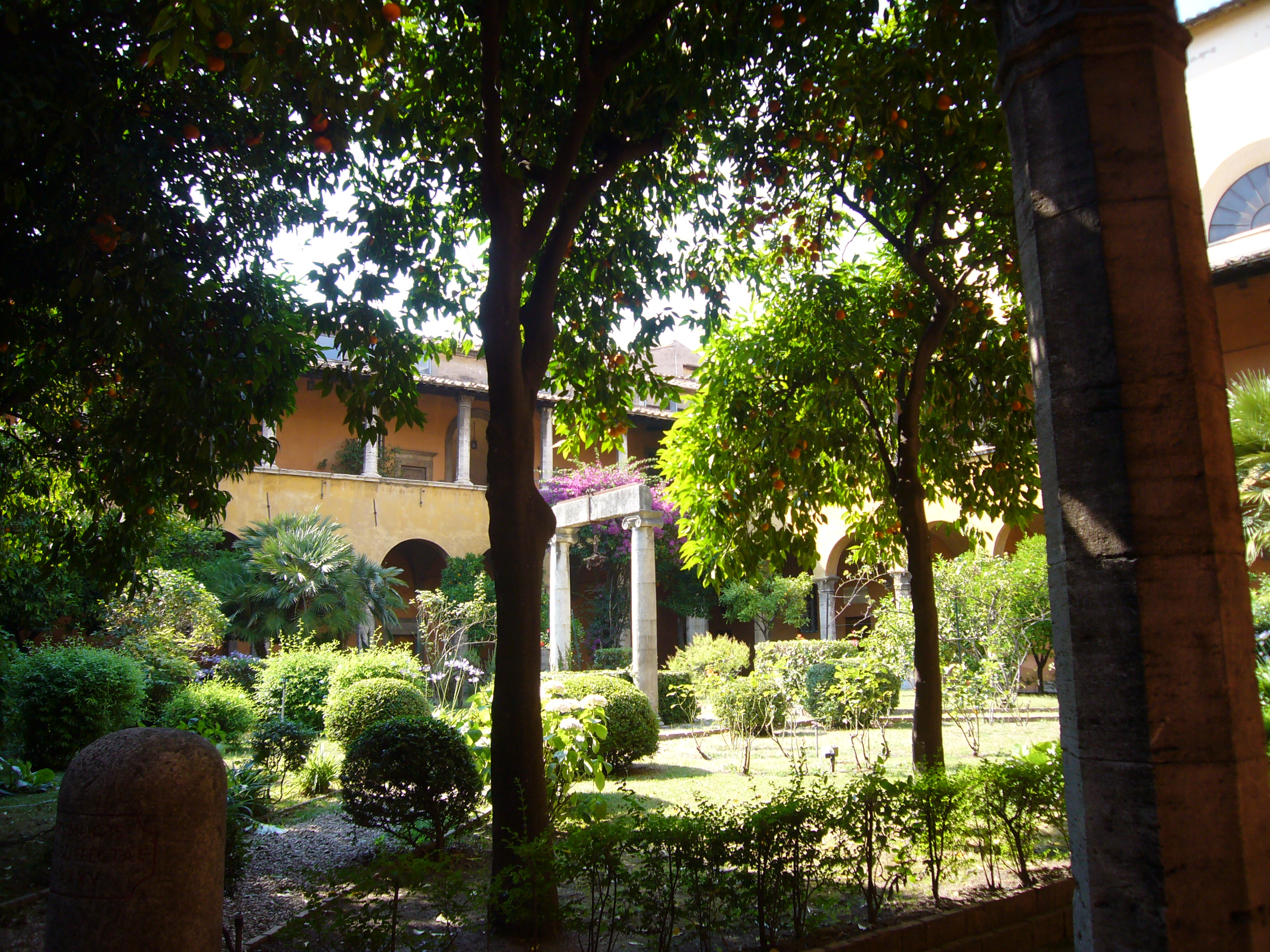
Il chiostro

La chiesa di San Giovanni Battista dei Genovesi è un luogo di culto cattolico di Roma, sito nel rione Trastevere, in via Anicia, 12. È stata la chiesa nazionale dei genovesi residenti a Roma.

## Storia
Fu edificata dal 1481 al 1492 da un ricco genovese di nome Meliaduce Cicala, tesoriere della Camera Apostolica, il quale vi aggiunse un ospedale per i marinari genovesi che approdavano al porto di Ripa Grande. Nel 1533 fu istituita la Confraternita di san Giovanni dei Genovesi (dal 1890 Opera Pia), che amministrò la chiesa e l'ospedale, il quale continuò a funzionare fino a metà del XVIII secolo.
Dal 1668 fino alla morte Cesare Macchiati, protomedico della Regina Cristina di Svezia, prestò la sua opera anche presso l'Ospedale.
La chiesa fu rifatta nel 1737 ed i lavori portarono alla realizzazione della facciata con l'aggiunta dell'abside. L'edificio poi subì ulteriori e importanti restauri a metà dell'Ottocento, con una nuova facciata e modifiche interne.

## Descrizione
Nella lunetta sopra il portale d'entrata si trova lo stemma di Genova. L'interno si presenta a navata unica. Tra le opere principale, sono da menzionare:
- la quattrocentesca tomba di Meliaduce Cicala, della scuola di Andrea Bregno;
- la cappella di santa Caterina Fieschi, del XVIII secolo, con affreschi di Odoardo Vicinelli;
- un tabernacolo degli oli santi, opera fiorentina della fine del Quattrocento;
- una lapide che rammenta come nel 1588 qui fu piantata la prima palma a Roma.

Nell'ex ospedale, accessibile sempre da via Anicia, vi è un portale quattrocentesco che introduce al chiostro rinascimentale, uno dei più belli di Roma, opera di Baccio Pontelli: al centro del cortile-giardino vi è un pozzo che risale al XIV secolo. Dal chiostro si accede all'oratorio di san Giovanni Battista dei Genovesi, del XVI secolo, con soffitto a cassettoni, ed affreschi con storie della Vergine e di Giovanni Battista.